# リトル・マガジン
リトル・マガジン、ないし、リトルマガジン（英語: little magazine）は、文字通りには「小雑誌」を意味するが、特に1920年代を中心に20世紀前半のアメリカ合衆国で盛んに発行された、商業性をもたない、前衛的、実験的な作品や評論などを多く掲載した文芸雑誌類を指す表現である。
また、時代や地域が異なっていても、これに準じた非商業的な文芸・思想を主な内容とする雑誌を同様にリトル・マガジンと称することもある。現代の日本の文脈では、同人誌であっても寄稿者が同人に限られない「寄稿誌的性格のつよいもの」をリトル・マガジンと称することがある。戦後日本における、おもに思想系の小雑誌の包括的研究書を『日本のリトルマガジン』（1992年）と題して刊行した田村紀雄は、「何らかの新しい理論、文化、芸術、芸能、文学、信仰、形式などを問う実験的な雑誌刊行物」という定義づけを提示している。

## 先駆的事例
リトル・マガジンの先駆としては、イギリスでラファエル前派が関わって刊行された『ジャーム (The Germ)』（1850年）や、世紀末デカダンスを象徴した『イエロー・ブック (The Yellow Book)』（1894年-1897年）、アメリカ合衆国でラルフ・ワルド・エマーソンらが出した『ダイアル (The Dial)』（1840年-1844年：後に復刊）などが知られている。

## 20世紀前半のアメリカ合衆国
リトル・マガジンの「リトル」は、「ビッグ・マガジン (Big Magazine)」と称された『ハーパーズ・マガジン』（1850年創刊）、『アトランティック』（1857年創刊）、『サタデー・レビュー』（1920年-1986年）、『リーダーズ・ダイジェスト』（1922年創刊）、『ライフ』（1936年-2007年）など有力な商業雑誌に対して、出版部数が500部程度から、多くても5000部以下という部数の小ささを意味しているが、単に規模が小さいことを意味するのではなく、象徴主義、未来派、キュビスム、ダダイスム、表現主義、シュルレアリスム、急進主義など、前衛的な表現や思想に関心を寄せる、数の上で限られた知的読者層を対象とすることを示唆していた。
リトル・マガジンとして知られる事例には、『リトル・レヴュー (The Little Review)』（1914年-1929年）や、『セヴン・アーツ (The Seven Arts)』（1916年-1917年）、ニュー・クリティシズムの揺籃となった『サザン・レビュー (The Southern Review)』（1935年創刊]）などがある。
リトル・マガジンは、一般的には短期間で廃刊に至ることが多かったが、中には長く存続するものもあり、1912年に創刊され刊行が継続されている『ポエトリー (Poetry)』や、1934年から2003年まで刊行された『パルチザン・レビュー (Partisan Review)』はその代表例である。
また、同じような特徴をもち、大学などによって出版されるものについては、リトル・マガジンに含めて考える場合もあるが、典型的な事例とはいえないとする見方もある。具体的には、ジョンズ・ホプキンズ大学の『シウォニー・レヴュー (The Sewanee Review)』（1892年創刊）、イェール大学の『イェール・リタラリー・マガジン (Yale Literary Magazine)』（1910年創刊）、ケニオン大学の『ケニオン・レヴュー (The Kenyon Review)』（1939年創刊）などがこうした事例にあたる。

## その他の国々
イギリスでは、モダニズム文学の文芸雑誌であった『エゴイスト (The Egoist)』（1914年-1919年）、T・S・エリオットが主宰した『クライテリオン (The Criterion)』（1922年-1939年）、ジョン・ミドルトン・マリーの『アデルフィ (The Adelphi)』（1922年-1955年）などが、リトル・マガジンとされることがある。
カナダでは、アメリカ合衆国よりもリトル・マガジンの動きがやや遅かったとされるが、トロントで刊行された『カナディアン・フォーラム (Canadian Forum)』（1924年-2000年）や、モントリオールで刊行された、いわゆるモントリオール・グループによる『McGill Fortnightly Review』（1925年-1927年）などが知られている。カナダのリトル・マガジンは、イギリス的伝統から独立した新たな国家意識と文学を生み出そうとする動きを生んだとされる。
フランスで、ジャン＝ポール・サルトルが1945年に創刊した『レ・タン・モデルヌ (Les Temps modernes)』や、ポスト構造主義の『テル・ケル (Tel Quel)』も、リトル・マガジンと見なされることがある。
さらに、日本の文芸同人誌であった『明星』（1900年-1908年、1921年-1927年）『白樺』（1910年-1923年）などもリトル・マガジンといえるとする見方もある。また、吉本隆明、谷川雁、村上一郎によって創刊され、原稿料を支払わず直接購読制をとっていた『試行』（1961年-1997年）は「リトル・マガジンそのもの」と評された。